# Wasquehal
Wasquehal (IPA: [waskal], meno comunemente [wakal]) è un comune francese di 19 435 abitanti situato nel dipartimento del Nord nella regione del Nord-Passo di Calais.

## Società

### Evoluzione demografica
Abitanti censiti